# Baynes Barron
Pour les articles homonymes, voir Barron.
Baynes Barron est un acteur américain né le 29 mai 1917 décédé le 21 juillet 1982.

## Filmographie
- 1946 : Le Baiser de la mort (The Secret of the Whistler) de George Sherman : Artist
- 1952 : Radar Men from the Moon (en) de Fred C. Brannon : Nesor, Retik's Lab Aide [Ch.2]
- 1952 : Californie en flammes (California Conquest) de Lew Landers : Ignacio
- 1952 : The Miracle of Our Lady of Fatima de John Brahm : Bit Role
- 1952 : Operation Secret (it) de Lewis Seiler : Henri
- 1954 : Le Fantôme de la rue Morgue (Phantom of the Rue Morgue) de Roy Del Ruth : Circus manager
- 1955 : Association criminelle (The Big Combo) de Joseph H. Lewis : Young detective
- 1955 : Duel on the Mississippi (it) de William Castle : Gaspard
- 1955 : Le Tigre du ciel (The McConnell Story) de Gordon Douglas : Copilote
- 1955 : Témoin à abattre (Illegal) de Lewis Allen : District Attorney's Man
- 1956 : The Leather Saint (en) d'Alvin Ganzer : Henchman
- 1956 : L'Invraisemblable Vérité (Beyond a Reasonable Doubt) de Fritz Lang : Higgens
- 1956 : Les Dix Commandements (The Ten Commandments) de Cecil B. DeMille : Taskmaster
- 1956 : Death of a Scoundrel (en) de Charles Martin : Detective
- 1957 : From Hell It Came (en) de Dan Milner : Chief Maranka
- 1958 : Ambush at Cimarron Pass de Jodie Copelan : Corbin the Gunrunner
- 1958 : Tank Battalion (en) de Sherman A. Rose : Buck the Mechanic
- 1959 : Police Station (en) (série TV) : Sgt. White (unknown episodes)
- 1959 : Speed Crazy : Ace Benton
- 1959 : La Mort aux trousses (North by Northwest) d'Alfred Hitchcock : Taxi Driver #2
- 1963 : A Swingin' Affair : Sam
- 1963 : Héros de guerre (War Is Hell) de Burt Topper : Sgt. Garth
- 1964 : Le Tueur de Boston (The Strangler) de Burt Topper : Sgt. Mack Clyde
- 1964 : La Maison de Madame Adler (A House Is Not a Home) de Russell Rouse : Matt
- 1965 : Space Probe Taurus de Burt Topper : Dr John Andros
- 1966 : Fireball 500 (en) de William Asher : Bronson
- 1967 : Thunder Alley de Richard Rush
- 1968 : Maryjane (en) de Maury Dexter : Police Chief Otis Mosley
- 1969 : The Devil's 8 (en) de Burt Topper : Bureau Chief
- 1976 : Time Travelers (TV) : Fire Chief Williams (1871)
- 1979 : C.H.O.M.P.S. de Don Chaffey : 1st Policeman